# Le Pacte des caïds
Pour plus de détails, voir Fiche technique et Distribution.
Le Pacte des caïds (Thicker than Water) est un film américain réalisé par Richard Cummings Jr., sorti en 1999.

## Synopsis
À Los Angeles, deux gangs rivaux s'affrontent dans la rue et dans l'industrie musicale.

## Fiche technique
- Titre : Le Pacte des caïds
- Titre original : Thicker than Water
- Réalisation : Richard Cummings Jr.
- Scénario : Ernest Nyle Brown et Julie Shannon
- Musique : Tyler Bates et Quincy Jones III
- Photographie : Robert Benavides
- Montage : Danny Rafic
- Production : Andrew Shack et Darryl Taja
- Société de production : First Write Productions, Hoo-Bangin', Marsmedia et Priority Films
- Pays :  États-Unis
- Genre : Drame
- Durée : 91 minutes
- Dates de sortie : 
  -  États-Unis : 29 octobre 1999

## Distribution
- Mack 10 : DJ
- Fat Joe : Lonzo
- Ice Cube : Slink
- MC Eiht : Lil' Ant
- CJ Mac : Gator
- Big Pun : Punny
- K-Mack : Tyree
- Tom'ya Bowden : Leyla
- Kidada Jones : Brandy
- 40 Glocc
- B-Real
- Bad Azz
- LaFaye Baker : Bitch
- Krayzie Bone
- Pamella D'Pella : Mme. Rivers
- Alan Farkas
- Flesh 'N' Bone
- Buddy Lewis
- Miya McGhee
- Selvyn Price
- WC
- Summer Simmons : Kim (non crédité)

## Box-office
Le film a rapporté 112 891 dollars au box-office américain.